# 極道VSまむし
『極道VSまむし』（ごくどう たい まむし）は、1974年8月31日に公開された日本の映画。製作は東映（京都撮影所）。

## 概要
東映を代表する二大ヤクザ映画シリーズ「まむしの兄弟」と「極道シリーズ」とのクロスオーバー作品。

## あらすじ
「釜ヶ崎の極道」こと島村清吉と、神戸・新開地の「まむしの兄弟」ことゴロ政と不死身の勝が、美しい保母をめぐって恋のサヤアテ！発情期の野良犬同士が牙をむいたような凄まじい死闘となったが勝負は互角。血を流し合った後は、いつしか意気投合。神戸も釜ヶ崎も俺達の天下だと、よせばいいのにソノ気になり過ぎ、ド派手に遊び、暴れまわったのが災いの基となり、大組織暴力団の怒りに触れ、大騒動となる。

## スタッフ
- 監督 - 中島貞夫
- 企画 - 橋本慶一、松平乗道
- 脚本 - 松本功、山本英明、中島貞夫
- 撮影 - わし尾元也
- 照明 - 中山治雄
- 録音 - 野津裕男
- 美術 - 富田治郎
- 音楽 - 広瀬健次郎
- 編集 - 神田忠男
- 助監督 - 依田智臣
- 記録 - 森村幸子
- 装置 - 米沢勝
- 装飾 - 松原邦四郎
- 背景 - 宮内省吾
- 美粧結髪 - 東和美粧
- スチール - 諸角良男
- 衣装 - 杉本俊和
- 演技事務 - 伊駒実麿
- 擬闘 - 三好郁夫
- 進行主任 - 上田正直
- 協力 - Ａ級京都ミュージック劇場

## キャスト
＜島村関係＞
- 若山富三郎：島村清吉
- 清川虹子：島村みね子(清吉の嫁)
- 志賀勝：林亀五郎(カメ・清吉の子分)
- 石山律雄：大学(清吉の刑務所仲間。法律に詳しい)
- 成瀬正孝：高村角三(清吉の子分・故人)
- 初音礼子：高村春代(角三の母親・ホルモン焼き店主)
- 川谷拓三：才八(無理やりホルモン焼きで働かされる)

　＜まむし関係＞
- 菅原文太：ゴロ政(まむしの兄弟)
- 川地民夫：不死身の勝(まむしの兄弟)
- 三島ゆり子：花江(娼婦)
- 女屋実和子：洋子(娼婦)
- あべ聖：千秋(万引き女)

　＜日の丸学園関係＞
- 瞳順子：西宮恭子(養護施設の先生・角三の彼女)
- 桜木健一：勇(施設のＯＢ)
- 芥川大地：敏夫(施設のＯＢ)
- 丹治勤：ロク助(施設のＯＢ)
- 町田政則：サブ(同・ホルモン焼きで働く)

　＜北斗会関係＞
- 瀧義郎：石丸(北斗会の包帯男)
- 野口貴史：町田(ヤクの運び屋・角三の仕事仲間)
- 関山耕司：大賀久(北斗海運社長)
- 睦五郎：飯塚(養護施設の理事長)
- 中村錦司：役人(養護施設の許可担当)
- 江幡高志：取調べの刑事(北斗海運警備)
- 小松方正：板垣貢(北斗警備社長)
- 戸浦六宏：酒井(会長の側近)
- 遠藤太津朗：重光栄之助(北斗会会長)